# Чемпионат Европы по фигурному катанию 1934
Чемпионат Европы по фигурному катанию 1934 года проходил в австрийском Зефельде. Соревнования проходили в категориях мужское одиночное катание, женское одиночное фигурное катание и парное катание. В соревнованиях приняло участие 43 спортсмена из 14 стран (13 европейских), это было рекордом для европейского турнира.
В соревнованиях приняла участие фигуристка из США Мэрибел Винсон и стала бронзовым призёром в одиночном катании. У мужчин победил австриец Карл Шефер, став четырёхкратным чемпионом Европы, у женщин победу одержала норвежка Соня Хени, став трёхкратной чемпионкой Европы, среди пар победили венгры Эмилия Роттер и Ласло Соллаш.

## Результаты

### Мужчины
| Место | Имя                | Страна         |
| ----- | ------------------ | -------------- |
| 1     | Карл Шефер         | Австрия        |
| 2     | Денеш Патаки       | Венгрия        |
| 3     | Элемер Тертак      | Венгрия        |
| 4     | Леопольд Линхарт   | Австрия        |
| 5     | Эрих Эрдеш         | Австрия        |
| 6     | Джек Данн          | Великобритания |
| 7     | Феликс Каспар      | Австрия        |
| 8     | Ференц Кертес      | Венгрия        |
| 9     | Владимир Куделка   | Чехословакия   |
| 10    | Эрвин Келлер       | Швейцария      |
| 11    | Жан Анрион         | Франция        |
| 12    | Йозеф Бернгаузер   | Австрия        |
| 13    | Рудольф Цеттельман | Австрия        |

### Женщины
| Место | Имя                 | Страна         |
| ----- | ------------------- | -------------- |
| 1     | Соня Хени           | Норвегия       |
| 2     | Лизелотте Ландбек   | Австрия        |
| 3     | Мэрибел Винсон      | США            |
| 4     | Меган Тэйлор        | Великобритания |
| 5     | Грета Лайнер        | Австрия        |
| 6     | Нанна Эгедиус       | Норвегия       |
| 7     | Ивонн де Линь-Гёртс | Бельгия        |
| 8     | Эстер Борнштейн     | Дания          |
| 9     | Молли Филипс        | Великобритания |
| 10    | Фрици Метцнер       | Чехословакия   |

### Пары
| Место | Имя                                  | Страна       |
| ----- | ------------------------------------ | ------------ |
| 1     | Эмилия Роттер / Ласло Соллаш         | Венгрия      |
| 2     | Иди Папец / Карл Цвак                | Австрия      |
| 3     | Зофья Билёрувна / Тадеуш Ковальский  | Польша       |
| 4     | Люси Галло / Режё Диллингер          | Венгрия      |
| 5     | Герта Баумгартнер / Рольф Штильбахер | Австрия      |
| 6     | Трауте Ягер / Фриц Леск              | Чехословакия |
| 7     | Ирина Тимчик / Альфред Айзенбайссер  | Румыния      |
| 8     | Нетти Айзенбайсс / Карл Фридел       | Чехословакия |
| 9     | Хильдегарде Шварц / Эдуард Гошель    | Латвия       |
| 10    | Либуше Весела / Войтех Веселый       | Чехословакия |